# 24h Le Mans 2025

Tor Circuit de la Sarthe

24h Le Mans 2025 (fr. 93º Edition des 24 Heures du Mans) – 93. edycja długodystansowego wyścigu samochodowego, który odbył się w dniach 14–15 czerwca 2025 roku. Wyścig został zorganizowany przez Automobile Club de l’Ouest jako czwarta runda sezonu 2025 serii FIA World Endurance Championship.

## Zmiany przed wyścigiem

### Format kwalifikacji
Przed tą edycją wyścigu doszło do zmian w formacie kwalifikacji. Klasa Hypercar otrzymała osobne sesje kwalifikacyjne natomiast kategorie LMP2 i LMGT3 zostały zgrupowane razem. Z tego powodu pierwszy segment kwalifikacji, trwający do tej pory godzinę, został podzielony na dwie sesje po 30 minut. Drugi segment kwalifikacji, Hyperpole, został podzielony na dwie części – Hyperpole 1 i Hyperpole 2 przy czym nadal poszczególne sesje podzielone zostały klasami wzorem pierwszego segmentu. W przypadku sesji dla aut klasy Hypercar, do Hyperpole 1 awansowało 15 najszybszych aut w pierwszym segmencie kwalifikacji, a do Hyperpole 2 zakwalifikowało się 10 najszybszych aut w sesji Hyperpole 1. W wspólnych sesjach dla aut LMP2 i LMGT3 do Hyperpole 1 awansowało po 12 najszybszych aut w obu klasach z pierwszego segmentu kwalifikacji, a do Hyperpole 2 po 8 najszybszych aut obu kategorii z Hyperpole 1. Sesje Hyperpole 2 wyłoniły zdobywców pole position i ustaliły ostateczny układ na starcie wyścigu.

## Lista startowa

### Automatyczne zaproszenia
| Powód zaproszenia                                       | Hypercar                  | LMP2                      | LMGT3               |
| ------------------------------------------------------- | ------------------------- | ------------------------- | ------------------- |
| Mistrzostwo European Le Mans Series (LMP2 i LMGT3)      |                           | AO by TF                  | Iron Lynx           |
| Mistrzostwo European Le Mans Series (LMP2 Pro/Am)       |                           | AF Corse                  |                     |
| Mistrzostwo European Le Mans Series (LMP3)              |                           | RLR Msport                |                     |
| Wicemistrzostwo ELMS (LMP2)                             |                           | Inter Europol Competition |                     |
| Wybrani przez organizatorów IMSA SportsCar Championship | Porsche Penske Motorsport | Nick Boulle               | Orey Fidani         |
| Mistrzostwo Asian Le Mans Series (LMP2 i GT)            |                           | Algarve Pro Racing        | Manthey             |
| Mistrzostwo GT World Challenge Europe (klasa Bronze)    |                           |                           | Sky Tempesta Racing |
| Źródło:                                                 |                           |                           |                     |

### Pełna lista startowa
Pełna lista startowa została zaprezentowana 3 marca 2025 roku.

#### Kategoria Hypercar
21 załóg otrzymało zaproszenia w ramach tej kategorii. Wszystkie zespoły skorzystają z opon Michelin.
| Nr     | Zespół                    | Samochód              | Kierowcy           | Kierowcy              | Kierowcy              |
| ------ | ------------------------- | --------------------- | ------------------ | --------------------- | --------------------- |
| 007    | Aston Martin THOR Team    | Aston Martin Valkyrie | Tom Gamble         | Ross Gunn             | Harry Tincknell       |
| 009    | Aston Martin THOR Team    | Aston Martin Valkyrie | Roman De Angelis   | Alex Riberas          | Marco Sørensen        |
| 4      | Porsche Penske Motorsport | Porsche 963           | Felipe Nasr        | Nick Tandy            | Pascal Wehrlein       |
| 5      | Porsche Penske Motorsport | Porsche 963           | Julien Andlauer    | Michael Christensen   | Mathieu Jaminet       |
| 6      | Porsche Penske Motorsport | Porsche 963           | Matt Campbell      | Kévin Estre           | Laurens Vanthoor      |
| 7      | Toyota Gazoo Racing       | Toyota GR010 Hybrid   | Mike Conway        | Kamui Kobayashi       | Nyck de Vries         |
| 8      | Toyota Gazoo Racing       | Toyota GR010 Hybrid   | Sébastien Buemi    | Brendon Hartley       | Ryō Hirakawa          |
| 12     | Cadillac Hertz Team JOTA  | Cadillac V-Series.R   | Alex Lynn          | Norman Nato           | Will Stevens          |
| 15     | BMW M Team WRT            | BMW M Hybrid V8       | Kevin Magnussen    | Raffaele Marciello    | Dries Vanthoor        |
| 20     | BMW M Team WRT            | BMW M Hybrid V8       | Robin Frijns       | Sheldon van der Linde | René Rast             |
| 35     | Alpine Endurance Team     | Alpine A424           | Paul-Loup Chatin   | Ferdinand Habsburg    | Charles Milesi        |
| 36     | Alpine Endurance Team     | Alpine A424           | Jules Gounon       | Frédéric Makowiecki   | Mick Schumacher       |
| 38     | Cadillac Hertz Team JOTA  | Cadillac V-Series.R   | Earl Bamber        | Sébastien Bourdais    | Jenson Button         |
| 50     | Ferrari AF Corse          | Ferrari 499P          | Antonio Fuoco      | Miguel Molina         | Nicklas Nielsen       |
| 51     | Ferrari AF Corse          | Ferrari 499P          | James Calado       | Antonio Giovinazzi    | Alessandro Pier Guidi |
| 83     | AF Corse                  | Ferrari 499P          | Philip Hanson      | Robert Kubica         | Yifei Ye              |
| 93     | Peugeot TotalEnergies     | Peugeot 9X8           | Mikkel Jensen      | Paul di Resta         | Jean-Éric Vergne      |
| 94     | Peugeot TotalEnergies     | Peugeot 9X8           | Loïc Duval         | Malthe Jakobsen       | Stoffel Vandoorne     |
| 99     | Proton Competition        | Porsche 963           | Neel Jani          | Nico Pino             | Nicolás Varrone       |
| 101    | Cadillac WTR              | Cadillac V-Series.R   | Filipe Albuquerque | Jordan Taylor         | Ricky Taylor          |
| 311    | Cadillac Whelen           | Cadillac V-Series.R   | Jack Aitken        | Felipe Drugovich      | Frederik Vesti        |
| Źródło |                           |                       |                    |                       |                       |

#### Kategoria LMP2
17 załóg otrzymało zaproszenia w ramach tej kategorii. Wszystkie zespoły skorzystają z opon Goodyear oraz silników Gibson GK428 V8.
| Nr     | Zespół                    | Samochód | K  | Kierowcy               | Kierowcy                 | Kierowcy                 |
| ------ | ------------------------- | -------- | -- | ---------------------- | ------------------------ | ------------------------ |
| 9      | Iron Lynx–Proton          | Oreca 07 | P2 | Macéo Capietto         | Reshad de Gerus          | Jonas Ried               |
| 11     | Proton Competition        | Oreca 07 | PA | René Binder            | Giorgio Roda             | Bent Viscaal             |
| 16     | RLR M Sport               | Oreca 07 | PA | Ryan Cullen            | Michael Jensen           | Patrick Pilet            |
| 18     | IDEC Sport                | Oreca 07 | P2 | Jamie Chadwick         | Mathys Jaubert           | André Lotterer           |
| 22     | United Autosports         | Oreca 07 | P2 | Pietro Fittipaldi      | David Heinemeier Hansson | Renger van der Zande     |
| 23     | United Autosports         | Oreca 07 | PA | Oliver Jarvis          | Ben Hanley               | Daniel Schneider         |
| 24     | Nielsen Racing            | Oreca 07 | PA | Colin Braun            | Cem Bölükbaşı            | Naveen Rao               |
| 25     | Algarve Pro Racing        | Oreca 07 | P2 | Lorenzo Fluxá          | Matthias Kaiser          | Théo Pourchaire          |
| 28     | IDEC Sport                | Oreca 07 | P2 | Sebastián Álvarez      | Paul Lafargue            | Job van Uitert           |
| 29     | TDS Racing                | Oreca 07 | PA | Mathias Beche          | Clément Novalak          | Rodrigo Sales            |
| 34     | Inter Europol Competition | Oreca 07 | PA | Nick Boulle            | Luca Ghiotto             | Jean-Baptiste Simmenauer |
| 37     | CLX Pure Rxcing           | Oreca 07 | P2 | Tom Blomqvist          | Alaksandr Małychin       | Tristan Vautier          |
| 43     | Inter Europol Competition | Oreca 07 | P2 | Tom Dillmann           | Jakub Śmiechowski        | Nick Yelloly             |
| 45     | Algarve Pro Racing        | Oreca 07 | PA | Nicky Catsburg         | George Kurtz             | Alex Quinn               |
| 48     | VDS Panis Racing          | Oreca 07 | P2 | Oliver Gray            | Esteban Masson           | Franck Perera            |
| 155    | AF Corse                  | Oreca 07 | PA | António Félix da Costa | François Perrodo         | Matthieu Vaxivière       |
| 199    | AO by TF                  | Oreca 07 | PA | Dane Cameron           | Louis Delétraz           | P.J. Hyett               |
| Źródło |                           |          |    |                        |                          |                          |

| Ikona | Klasyfikacja          |
| ----- | --------------------- |
| P2    | Tylko LMP2            |
| PA    | LMP2 oraz LMP2 Pro-Am |

#### Kategoria LMGT3
24 załogi otrzymały zaproszenia w ramach tej kategorii. Wszystkie zespoły skorzystają z opon Goodyear.
| Nr     | Zespół                 | Samochód                       | Seria                 | Kierowcy             | Kierowcy            | Kierowcy |
| ------ | ---------------------- | ------------------------------ | --------------------- | -------------------- | ------------------- | -------- |
| 10     | Racing Spirit of Léman | Aston Martin Vantage AMR LMGT3 | Eduardo Barrichello   | Derek DeBoer         | Valentin Hasse-Clot |          |
| 13     | AWA                    | Corvette Z06 LMGT3.R           | Matthew Bell          | Orey Fidani          | Lars Kern           |          |
| 21     | Vista AF Corse         | Ferrari 296 LMGT3              | François Hériau       | Simon Mann           | Alessio Rovera      |          |
| 27     | Heart of Racing Team   | Aston Martin Vantage AMR LMGT3 | Mattia Drudi          | Ian James            | Zacharie Robichon   |          |
| 31     | Team WRT               | BMW M4 LMGT3                   | Timur Bogusławskij    | Augusto Farfus       | Yasser Shahin       |          |
| 33     | TF Sport               | Corvette Z06 LMGT3.R           | Jonny Edgar           | Daniel Juncadella    | Ben Keating         |          |
| 46     | Team WRT               | BMW M4 LMGT3                   | Ahmad Al Harthy       | Kelvin van der Linde | Valentino Rossi     |          |
| 54     | Vista AF Corse         | Ferrari 296 LMGT3              | Francesco Castellacci | Thomas Flohr         | Davide Rigon        |          |
| 57     | Kessel Racing          | Ferrari 296 LMGT3              | Takeshi Kimura        | Daniel Serra         | Casper Stevenson    |          |
| 59     | United Autosports      | McLaren 720S LMGT3 Evo         | Sébastien Baud        | James Cottingham     | Grégoire Saucy      |          |
| 60     | Iron Lynx              | Mercedes-AMG LMGT3             | Andrew Gilbert        | Lorcan Hanafin       | Fran Rueda          |          |
| 61     | Iron Lynx              | Mercedes-AMG LMGT3             | Martin Berry          | Lin Hodenius         | Maxime Martin       |          |
| 63     | Iron Lynx              | Mercedes-AMG LMGT3             | Brenton Grove         | Stephen Grove        | Luca Stolz          |          |
| 77     | Proton Competition     | Ford Mustang LMGT3             | Benjamin Barker       | Bernardo Sousa       | Ben Tuck            |          |
| 78     | Akkodis ASP Team       | Lexus RC F LMGT3               | Finn Gehrsitz         | Jack Hawksworth      | Arnold Robin        |          |
| 81     | TF Sport               | Corvette Z06 LMGT3.R           | Rui Andrade           | Charlie Eastwood     | Tom van Rompuy      |          |
| 85     | Iron Dames             | Porsche 911 GT3 R LMGT3        | Sarah Bovy            | Rahel Frey           | Célia Martin        |          |
| 87     | Akkodis ASP Team       | Lexus RC F LMGT3               | José María López      | Clemens Schmid       | Răzvan Umbrărescu   |          |
| 88     | Proton Competition     | Ford Mustang LMGT3             | Stefano Gattuso       | Giammarco Levorato   | Dennis Olsen        |          |
| 90     | Manthey                | Porsche 911 GT3 R LMGT3        | Antares Au            | Klaus Bachler        | Loek Hartog         |          |
| 92     | Manthey 1ST Phorm      | Porsche 911 GT3 R LMGT3        | Ryan Hardwick         | Richard Lietz        | Riccardo Pera       |          |
| 95     | United Autosports      | McLaren 720S LMGT3 Evo         | Sean Gelael           | Darren Leung         | Marino Satō         |          |
| 150    | Richard Mille AF Corse | Ferrari 296 LMGT3              | Riccardo Agostini     | Custodio Toledo      | Lilou Wadoux        |          |
| 193    | Ziggo Sport Tempesta   | Ferrari 296 LMGT3              | Eddie Cheever III     | Christopher Froggart | Jonathan Hui        |          |
| Źródło |                        |                                |                       |                      |                     |          |

#### Lista rezerwowa
| 1      | Hypercar | 10 | Proton Competition | Porsche 963       |    |
| 2      | LMGT3    | 86 | GR Racing          | Ferrari 296 LMGT3 |    |
| 3      | LMP2     | 3  | DKR Engineering    | Oreca 07          | PA |
| 4      | LMP2     | 30 | Duqueine Team      | Oreca 07          | PA |
| 5      | LMGT3    | 66 | JMW Motorsport     | Ferrari 296 LMGT3 |    |
| 6      | LMP2     | 10 | Vector Sport       | Oreca 07          | P2 |
| Źródło |          |    |                    |                   |    |

## Harmonogram
| Dzień                | Godzina       | Sesja                                           | Długość       |
| Dzień testowy        | Dzień testowy | Dzień testowy                                   | Dzień testowy |
| -------------------- | ------------- | ----------------------------------------------- | ------------- |
| Niedziela, 8 czerwca | 10:00         | Pierwsza sesja testowa                          | 3 godziny     |
| Niedziela, 8 czerwca | 15:30         | Druga sesja testowa                             | 3 godziny     |
| Tydzień wyścigowy    |               |                                                 |               |
| Środa, 11 czerwca    | 14:00         | Pierwsza sesja treningowa                       | 3 godziny     |
| Środa, 11 czerwca    | 18:45         | Sesja kwalifikacyjna – LMP2 i LMGT3             | 30 minut      |
| Środa, 11 czerwca    | 19:30         | Sesja kwalifikacyjna – Hypercar                 | 30 minut      |
| Środa, 11 czerwca    | 22:00         | Druga sesja treningowa                          | 2 godziny     |
| Czwartek, 12 czerwca | 14:45         | Trzecia sesja treningowa                        | 3 godziny     |
| Czwartek, 12 czerwca | 20:00         | Sesja kwalifikacyjna Hyperpole 1 – LMP2 i LMGT3 | 20 minut      |
| Czwartek, 12 czerwca | 20:35         | Sesja kwalifikacyjna Hyperpole 2 – LMP2 i LMGT3 | 15 minut      |
| Czwartek, 12 czerwca | 21:05         | Sesja kwalifikacyjna Hyperpole 1 – Hypercar     | 20 minut      |
| Czwartek, 12 czerwca | 21:40         | Sesja kwalifikacyjna Hyperpole 2 – Hypercar     | 15 minut      |
| Czwartek, 12 czerwca | 23:00         | Czwarta sesja treningowa                        | 60 minut      |
| Sobota, 14 czerwca   | 12:00         | Rozgrzewka                                      | 15 minut      |
| Sobota, 14 czerwca   | 16:00         | Wyścig                                          | 24 godziny    |
| Źródło               |               |                                                 |               |

## Dzień testowy
| Klasa          | Zespół                 | Samochód            | Czas           | Okr.           |
| Sesja pierwsza | Sesja pierwsza         | Sesja pierwsza      | Sesja pierwsza | Sesja pierwsza |
| -------------- | ---------------------- | ------------------- | -------------- | -------------- |
| Hypercar       | #83 AF Corse           | Ferrari 499P        | 3:27,010       | 34             |
| LMP2           | #16 RLR M Sport        | Oreca 07            | 3:36,593       | 37             |
| LMGT3          | #87 Akkodis ASP Team   | Lexus RC F LMGT3    | 3:57,109       | 35             |
| Sesja druga    |                        |                     |                |                |
| Hypercar       | #8 Toyota Gazoo Racing | Toyota GR010 Hybrid | 3:26,246       | 32             |
| LMP2           | #22 United Autosports  | Oreca 07            | 3:35,770       | 26             |
| LMGT3          | #87 Akkodis ASP Team   | Lexus RC F LMGT3    | 3:55,276       | 27             |

## Sesje treningowe
| Klasa          | Zespół                       | Samochód                       | Czas           | Okr.           |
| Sesja pierwsza | Sesja pierwsza               | Sesja pierwsza                 | Sesja pierwsza | Sesja pierwsza |
| -------------- | ---------------------------- | ------------------------------ | -------------- | -------------- |
| Hypercar       | #38 Cadillac Hertz Team JOTA | Cadillac V-Series.R            | 3:25,148       | 31             |
| LMP2           | #16 RLR M Sport              | Oreca 07                       | 3:36,888       | 33             |
| LMGT3          | #78 Akkodis ASP Team         | Lexus RC F LMGT3               | 3:57,248       | 32             |
| Sesja druga    |                              |                                |                |                |
| Hypercar       | #8 Toyota Gazoo Racing       | Toyota GR010 Hybrid            | 3:26,156       | 28             |
| LMP2           | #199 AO by TF                | Oreca 07                       | 3:37,515       | 26             |
| LMGT3          | #87 Akkodis ASP Team         | Lexus RC F LMGT3               | 3:55,422       | 21             |
| Sesja trzecia  |                              |                                |                |                |
| Hypercar       | #5 Porsche Penske Motorsport | Porsche 963                    | 3:24,717       | 33             |
| LMP2           | #29 TDS Racing               | Oreca 07                       | 3:36,827       | 40             |
| LMGT3          | #27 Heart Of Racing Team     | Aston Martin Vantage AMR LMGT3 | 3:55,897       | 32             |
| Sesja czwarta  |                              |                                |                |                |
| Hypercar       | #83 AF Corse                 | Ferrari 499P                   | 3:26,523       | 10             |
| LMP2           | #48 VDS Panis Racing         | Oreca 07                       | 3:38,302       | 12             |
| LMGT3          | #87 Akkodis ASP Team         | Lexus RC F LMGT3               | 3:55,057       | 11             |

## Kwalifikacje
Pogrubieniem oznaczone są: pole position w każdej kategorii oraz najszybsze czasy okrążeń w każdej z sesji.
| Poz.   | Klasa    | Zespół                        | Kwalifikacje | Hyperpole 1 | Hyperpole 2 | Poz. s. |
| ------ | -------- | ----------------------------- | ------------ | ----------- | ----------- | ------- |
| 1      | Hypercar | #12 Cadillac Hertz Team JOTA  | 3:22,847     | 3:23,641    | 3:23,166    | 1       |
| 2      | Hypercar | #38 Cadillac Hertz Team JOTA  | 3:23,467     | 3:23,141    | 3:23,33     | 2       |
| 3      | Hypercar | #5 Porsche Penske Motorsport  | 3:23,544     | 3:23.979    | 3:23.475    | 3       |
| 4      | Hypercar | #15 BMW M Team WRT            | 3:22,887     | 3:24.061    | 3:23.659    | 4       |
| 5      | Hypercar | #4 Porsche Penske Motorsport  | 3:24,584     | 3:23.547    | 3:23.983    | 5       |
| 6      | Hypercar | #20 BMW M Team WRT            | 3:23,805     | 3:23.250    | 3:24.009    | 6       |
| 7      | Hypercar | #50 Ferrari AF Corse          | 3:23,514     | 3:23.273    | 3:24.213    | 7       |
| 8      | Hypercar | #311 Cadillac Whelen          | 3:23,890     | 3:22,742    | 3:24.380    | 8       |
| 9      | Hypercar | #36 Alpine Endurance Team     | 3:23,945     | 3:23.462    | 3:24.398    | 9       |
| 10     | Hypercar | #8 Toyota Gazoo Racing        | 3:23,988     | 3:23,546    | –           | 10      |
| 11     | Hypercar | #51 Ferrari AF Corse          | 3:23,163     | 3:24,143    |             | 11      |
| 12     | Hypercar | #35 Alpine Endurance Team     | 3:24,667     | 3:24,153    | 12          |         |
| 13     | Hypercar | #83 AF Corse                  | 3:23,994     | 3:24,327    | 13          |         |
| 14     | Hypercar | #101 Cadillac WTR             | 3:24,030     | 3:24,811    | 14          |         |
| 15     | Hypercar | #009 Aston Martin THOR Team   | 3:24,869     | 3:25,258    | 15          |         |
| 16     | Hypercar | #7 Toyota Gazoo Racing        | 3:25,062     |             | 16          |         |
| 17     | Hypercar | #94 Peugeot TotalEnergies     | 3:25,240     | 17          |             |         |
| 18     | Hypercar | #93 Peugeot TotalEnergies     | 3:25,494     | 18          |             |         |
| 19     | Hypercar | #99 Proton Competition        | 3:25,527     | 19          |             |         |
| 20     | Hypercar | #007 Aston Martin THOR Team   | 3:26,349     | 20          |             |         |
| 21     | LMP2     | #29 TDS Racing                | 3:36,163     | 3:35.933    | 3:35.062    | 22      |
| 22     | LMP2     | #43 Inter Europol Competition | 3:36,958     | 3:34.657    | 3:35.333    | 23      |
| 23     | LMP2     | #199 AO by TF                 | 3:35,472     | 3:35.298    | 3:35.421    | 24      |
| 24     | LMP2     | #23 United Autosports         | 3:35,657     | 3:36.463    | 3:35.459    | 25      |
| 25     | LMP2     | #22 United Autosports         | 3:36,536     | 3:35.473    | 3:35.615    | 26      |
| 26     | LMP2     | #37 CLX Pure Rxcing           | 3:37,652     | 3:36.365    | 3:36.184    | 27      |
| 27     | LMP2     | #183 AF Corse                 | 3:37,394     | 3:36.323    | 3:36.993    | 28      |
| 28     | LMP2     | #16 RLR M Sport               | 3:37,119     | 3:36.468    | 3:38.922    | 29      |
| 29     | LMP2     | #28 IDEC Sport                | 3:37,004     | 3:36.675    |             | 30      |
| 30     | LMP2     | #45 Algarve Pro Racing        | 3:35,954     | 3:36.834    | 31          |         |
| 31     | LMP2     | #48 VDS Panis Racing          | 3:36,588     | 3:36.844    | 32          |         |
| 32     | LMP2     | #25 Algarve Pro Racing        | 3:36,612     | 3:37.120    | 33          |         |
| 33     | LMP2     | #11 Proton Competition        | 3:37,767     |             | 34          |         |
| 34     | LMP2     | #18 IDEC Sport                | 3:37,940     | 35          |             |         |
| 35     | LMP2     | #9 Iron Lynx–Proton           | 3:38,548     | 36          |             |         |
| 36     | LMP2     | #34 Inter Europol Competition | 3:39,328     | 37          |             |         |
| 37     | LMP2     | #24 Nielsen Racing            | 3:40,271     | 38          |             |         |
| 38     | LMGT3    | #27 Heart Of Racing Team      | 3:57,083     | 3:54.718    | 3:52.789    | 39      |
| 39     | LMGT3    | #21 Vista AF Corse            | 3:58,116     | 3:54.745    | 3:53.085    | 40      |
| 40     | LMGT3    | #46 Team WRT                  | 3:56,875     | 3:54.345    | 3:54.966    | 41      |
| 41     | LMGT3    | #61 Iron Lynx                 | 3:58,732     | 3:54.731    | 3:54.998    | 42      |
| 42     | LMGT3    | #92 Manthey 1ST Phorm         | 3:57,255     | 3:54.659    | 3:55.140    | 43      |
| 43     | LMGT3    | #81 TF Sport                  | 3:57,690     | 3:54.646    | 3:55.740    | 44      |
| 44     | LMGT3    | #95 United Autosports         | 3:58,977     | 3:55.186    | 3:55.965    | 45      |
| 45     | LMGT3    | #78 Akkodis ASP Team          | 3:57,321     | 3:54.934    | 4:03.660    | 46      |
| 46     | LMGT3    | #193 Ziggo Sport Tempesta     | 3:57,960     | 3:55.853    |             | 47      |
| 47     | LMGT3    | #88 Proton Competition        | 3:57,827     | 3:56.160    | 48          |         |
| 48     | LMGT3    | #59 United Autosports         | 3:58,106     | 3:56.171    | 49          |         |
| 49     | LMGT3    | #54 Vista AF Corse            | 3:58,632     | –           | 50          |         |
| 50     | LMGT3    | #77 Proton Competition        | 3:59,004     |             | 51          |         |
| 51     | LMGT3    | #87 Akkodis ASP Team          | 3:59,037     | 52          |             |         |
| 52     | LMGT3    | #57 Kessel Racing             | 3:59,092     | 53          |             |         |
| 53     | LMGT3    | #31 The Bend Team WRT         | 3:59,288     | 54          |             |         |
| 54     | LMGT3    | #10 Racing Spirit of Léman    | 3:59,472     | 55          |             |         |
| 55     | LMGT3    | #85 Iron Dames                | 4:00,026     | 56          |             |         |
| 56     | LMGT3    | #90 Manthey                   | 4:00,450     | 57          |             |         |
| 57     | LMGT3    | #13 AWA Racing                | 4:01,099     | 58          |             |         |
| 58     | LMGT3    | #150 Richard Mille AF Corse   | —            | 59          |             |         |
| 59     | LMGT3    | #33 TF Sport                  | —            | 60          |             |         |
| 60     | LMGT3    | #60 Iron Lynx                 | —            | 61          |             |         |
| 61     | LMGT3    | #63 Iron Lynx                 | —            | 62          |             |         |
| DK     | Hypercar | #6 Porsche Penske Motorsport  | 3:23,360     | 21          |             |         |
| Źródła |          |                               |              |             |             |         |

## Wyścig

### Wyniki
Minimum do bycia sklasyfikowanym (70 procent dystansu pokonanego przez zwycięzców wyścigu) wyniosło 270 okrążeń. Zwycięzcy klas są oznaczeni pogrubieniem.
| Poz.              | Klasa                  | Zespół                                               | Kierowcy                                                        | Samochód                       | Opony | Okr. | Czas/Strata   |
| ----------------- | ---------------------- | ---------------------------------------------------- | --------------------------------------------------------------- | ------------------------------ | ----- | ---- | ------------- |
| 1                 | Hypercar               | #83 AF Corse                                         | Robert Kubica Yifei Ye Philip Hanson                            | Ferrari 499P                   | M     | 387  | 24:02:53,332  |
| 2                 | Hypercar               | #6 Porsche Penske Motorsport                         | Kévin Estre Laurens Vanthoor Matt Campbell                      | Porsche 963                    | M     | 387  | +14,084       |
| 3                 | Hypercar               | #51 Ferrari AF Corse                                 | Alessandro Pier Guidi James Calado Antonio Giovinazzi           | Ferrari 499P                   | M     | 387  | +28,487       |
| 4                 | Hypercar               | #12 Cadillac Hertz Team JOTA                         | Will Stevens Norman Nato Alex Lynn                              | Cadillac V-Series.R            | M     | 387  | +2:18,639     |
| 5                 | Hypercar               | #7 Toyota Gazoo Racing                               | Mike Conway Kamui Kobayashi Nyck de Vries                       | Toyota GR010 Hybrid            | M     | 386  | +1 okrążenie  |
| 6                 | Hypercar               | #5 Porsche Penske Motorsport                         | Julien Andlauer Michael Christensen Mathieu Jaminet             | Porsche 963                    | M     | 386  | +1 okrążenie  |
| 7                 | Hypercar               | #38 Cadillac Hertz Team JOTA                         | Earl Bamber Sébastien Bourdais Jenson Button                    | Cadillac V-Series.R            | M     | 386  | +1 okrążenie  |
| 8                 | Hypercar               | #4 Porsche Penske Motorsport                         | Felipe Nasr Nick Tandy Pascal Wehrlein                          | Porsche 963                    | M     | 386  | +1 okrążenie  |
| 9                 | Hypercar               | #35 Alpine Endurance Team                            | Paul-Loup Chatin Ferdinand Habsburg Charles Milesi              | Alpine A424                    | M     | 385  | +2 okrążenia  |
| 10                | Hypercar               | #36 Alpine Endurance Team                            | Mick Schumacher Frédéric Makowiecki Jules Gounon                | Alpine A424                    | M     | 384  | +3 okrążenia  |
| 11                | Hypercar               | #94 Peugeot TotalEnergies                            | Loïc Duval Malthe Jakobsen Stoffel Vandoorne                    | Peugeot 9X8                    | M     | 384  | +3 okrążenia  |
| 12                | Hypercar               | #009 Aston Martin THOR Team                          | Alex Riberas Marco Sørensen Roman De Angelis                    | Aston Martin Valkyrie          | M     | 383  | +4 okrążenia  |
| 13                | Hypercar               | #99 Proton Competition                               | Neel Jani Nico Pino Nicolás Varrone                             | Porsche 963                    | M     | 383  | +4 okrążenia  |
| 14                | Hypercar               | #007 Aston Martin THOR Team                          | Harry Tincknell Tom Gamble Ross Gunn                            | Aston Martin Valkyrie          | M     | 381  | +6 okrążeń    |
| 15                | Hypercar               | #8 Toyota Gazoo Racing                               | Sébastien Buemi Brendon Hartley Ryō Hirakawa                    | Toyota GR010 Hybrid            | M     | 380  | +7 okrążeń    |
| 16                | Hypercar               | #93 Peugeot TotalEnergies                            | Paul di Resta Mikkel Jensen Jean-Éric Vergne                    | Peugeot 9X8                    | M     | 379  | +8 okrążeń    |
| 17                | Hypercar               | #20 BMW M Team WRT                                   | René Rast Robin Frijns Sheldon van der Linde                    | BMW M Hybrid V8                | M     | 375  | +12 okrążeń   |
| 18                | LMP2                   | #43 Inter Europol Competition                        | Jakub Śmiechowski Tom Dillmann Nick Yelloly                     | Oreca 07                       | G     | 367  | +20 okrążeń   |
| 19                | LMP2                   | #48 VDS Panis Racing                                 | Oliver Gray Esteban Masson Franck Perera                        | Oreca 07                       | G     | 367  | +20 okrążeń   |
| 20                | LMP2 Pro/Am            | #199 AO by TF                                        | P.J. Hyett Dane Cameron Louis Delétraz                          | Oreca 07                       | G     | 366  | +21 okrążeń   |
| 21                | LMP2                   | #9 Iron Lynx–Proton                                  | Jonas Ried Macéo Capietto Reshad de Gerus                       | Oreca 07                       | G     | 365  | +22 okrążenia |
| 22                | LMP2 Pro/Am            | #29 TDS Racing                                       | Rodrigo Sales Mathias Beche Clément Novalak                     | Oreca 07                       | G     | 365  | +22 okrążenia |
| 23                | LMP2 Pro/Am            | #11 Proton Competition                               | Giorgio Roda René Binder Bent Viscaal                           | Oreca 07                       | G     | 365  | +22 okrążenia |
| 24                | LMP2                   | #22 United Autosports                                | Renger van der Zande Pietro Fittipaldi David Heinemeier Hansson | Oreca 07                       | G     | 364  | +23 okrążenia |
| 25                | LMP2                   | #25 Algarve Pro Racing                               | Matthias Kaiser Lorenzo Fluxá Théo Pourchaire                   | Oreca 07                       | G     | 364  | +23 okrążenia |
| 26                | LMP2 Pro/Am            | #183 AF Corse                                        | François Perrodo Matthieu Vaxivière António Félix da Costa      | Oreca 07                       | G     | 364  | +23 okrążenia |
| 27                | LMP2 Pro/Am            | #34 Inter Europol Competition                        | Nick Boulle Jean-Baptiste Simmenauer Luca Ghiotto               | Oreca 07                       | G     | 363  | +24 okrążenia |
| 28                | LMP2 Pro/Am            | #23 United Autosports                                | Daniel Schneider Oliver Jarvis Benjamin Hanley                  | Oreca 07                       | G     | 363  | +24 okrążenia |
| 29                | LMP2 Pro/Am            | #16 RLR M Sport                                      | Michael Jensen Ryan Cullen Patrick Pilet                        | Oreca 07                       | G     | 362  | +25 okrążeń   |
| 30                | LMP2 Pro/Am            | #45 Algarve Pro Racing                               | George Kurtz Nicky Catsburg Alexander Quinn                     | Oreca 07                       | G     | 362  | +25 okrążeń   |
| 31                | Hypercar               | #15 BMW M Team WRT                                   | Dries Vanthoor Raffaele Marciello Kevin Magnussen               | BMW M Hybrid V8                | M     | 361  | +26 okrążeń   |
| 32                | LMP2                   | #37 CLX Pure Rxcing                                  | Alaksandr Małychin Tom Blomqvist Tristan Vautier                | Oreca 07                       | G     | 358  | +29 okrążeń   |
| 33                | LMGT3                  | #92 Manthey 1ST Phorm                                | Ryan Hardwick Riccardo Pera Richard Lietz                       | Porsche 911 GT3 R LMGT3 (992)  | G     | 341  | +46 okrążeń   |
| 34                | LMGT3                  | #21 Vista AF Corse                                   | François Hériau Simon Mann Alessio Rovera                       | Ferrari 296 LMGT3              | G     | 341  | +46 okrążeń   |
| 35                | LMGT3                  | #81 TF Sport                                         | Tom van Rompuy Rui Andrade Charlie Eastwood                     | Corvette Z06 LMGT3.R           | G     | 341  | +46 okrążeń   |
| 36                | LMGT3                  | #27 Heart Of Racing Team                             | Ian James Mattia Drudi Zacharie Robichon                        | Aston Martin Vantage AMR LMGT3 | G     | 341  | +46 okrążeń   |
| 37                | LMGT3                  | #87 Akkodis ASP Team                                 | Răzvan Umbrărescu José María López Clemens Schmid               | Lexus RC F LMGT3               | G     | 340  | +47 okrążeń   |
| 38                | LMGT3                  | #90 Manthey                                          | Antares Au Loek Hartog Klaus Bachler                            | Porsche 911 GT3 R LMGT3 (992)  | G     | 340  | +47 okrążeń   |
| 39                | LMGT3                  | #33 TF Sport                                         | Ben Keating Jonny Edgar Daniel Juncadella                       | Corvette Z06 LMGT3.R           | G     | 339  | +48 okrążeń   |
| 40                | LMGT3                  | #57 Kessel Racing                                    | Takeshi Kimura Daniel Serra Casper Stevenson                    | Ferrari 296 LMGT3              | G     | 339  | +48 okrążeń   |
| 41                | LMGT3                  | #77 Proton Competition                               | Bernardo Sousa Ben Tuck Benjamin Barker                         | Ford Mustang LMGT3             | G     | 338  | +49 okrążeń   |
| 42                | LMGT3                  | #13 AWA                                              | Orey Fidani Lars Kern Matthew Bell                              | Corvette Z06 LMGT3.R           | G     | 338  | +49 okrążeń   |
| 43                | LMGT3                  | #150 Richard Mille AF Corse                          | Custodio Toledo Lilou Wadoux Riccardo Agostini                  | Ferrari 296 LMGT3              | G     | 338  | +49 okrążeń   |
| 44                | LMGT3                  | #61 Iron Lynx                                        | Martin Berry Lin Hodenius Maxime Martin                         | Mercedes-AMG LMGT3             | G     | 337  | +50 okrążeń   |
| 45                | LMGT3                  | #10 Racing Spirit of Léman                           | Derek DeBoer Valentin Hasse-Clot Eduardo Barrichello            | Aston Martin Vantage AMR LMGT3 | G     | 336  | +51 okrążeń   |
| 46                | LMGT3                  | #193 Ziggo Sport Tempesta                            | Jonathan Hui Christopher Froggatt Eddie Cheever III             | Ferrari 296 LMGT3              | G     | 335  | +52 okrążenia |
| 47                | LMGT3                  | #63 Iron Lynx                                        | Stephen Grove Brenton Grove Luca Stolz                          | Mercedes-AMG LMGT3             | G     | 334  | +53 okrążenia |
| 48                | LMGT3                  | #85 Iron Dames                                       | Célia Martin Rahel Frey Sarah Bovy                              | Porsche 911 GT3 R LMGT3 (992)  | G     | 334  | +53 okrążenia |
| Niesklasyfikowani |                        |                                                      |                                                                 |                                |       |      |               |
|                   | LMGT3                  | #59 United Autosports                                | James Cottingham Grégoire Saucy Sébastien Baud                  | McLaren 720S LMGT3 Evo         | G     | 314  |               |
| Nie ukończyli     |                        |                                                      |                                                                 |                                |       |      |               |
|                   | LMP2                   | #28 IDEC Sport                                       | Paul Lafargue Job van Uitert Sebastián Álvarez                  | Oreca 07                       | G     | 308  |               |
| LMGT3             | #78 Akkodis ASP Team   | Arnold Robin Jack Hawksworth Finn Gehrsitz           | Lexus RC F LMGT3                                                | G                              | 268   |      |               |
| Hypercar          | #311 Cadillac Whelen   | Jack Aitken Felipe Drugovich Frederik Vesti          | Cadillac V-Series.R                                             | M                              | 247   |      |               |
| LMP2              | #18 IDEC Sport         | Jamie Chadwick Mathys Jaubert André Lotterer         | Oreca 07                                                        | G                              | 206   |      |               |
| LMGT3             | #54 Vista AF Corse     | Thomas Flohr Francesco Castellacci Davide Rigon      | Ferrari 296 LMGT3                                               | G                              | 192   |      |               |
| Hypercar          | #101 Cadillac WTR      | Ricky Taylor Jordan Taylor Filipe Albuquerque        | Cadillac V-Series.R                                             | M                              | 189   |      |               |
| LMP2 Pro/Am       | #24 Nielsen Racing     | Naveen Rao Cem Bölükbaşı Colin Braun                 | Oreca 07                                                        | G                              | 170   |      |               |
| LMGT3             | #31 The Bend Team WRT  | Yasser Shahin Timur Bogusławskij Augusto Farfus      | BMW M4 LMGT3                                                    | G                              | 168   |      |               |
| LMGT3             | #46 Team WRT           | Ahmad Al Harthy Valentino Rossi Kelvin van der Linde | BMW M4 LMGT3                                                    | G                              | 156   |      |               |
| LMGT3             | #95 United Autosports  | Darren Leung Sean Gelael Marino Satō                 | McLaren 720S LMGT3 Evo                                          | G                              | 80    |      |               |
| LMGT3             | #60 Iron Lynx          | Andrew Gilbert Lorcan Hanafin Fran Rueda             | Mercedes-AMG LMGT3                                              | G                              | 57    |      |               |
| LMGT3             | #88 Proton Competition | Stefano Gattuso Giammarco Levorato Dennis Olsen      | Ford Mustang LMGT3                                              | G                              | 46    |      |               |
| Zdyskwalifikowani |                        |                                                      |                                                                 |                                |       |      |               |
| [ c ]             | Hypercar               | #50 Ferrari AF Corse                                 | Antonio Fuoco Nicklas Nielsen Miguel Molina                     | Ferrari 499P                   | M     | 387  |               |

### Statystyki

#### Najszybsze okrążenie
| Klasa    | Kierowca           | Zespół                       | Czas     | Okr. |
| -------- | ------------------ | ---------------------------- | -------- | ---- |
| Hypercar | Sébastien Bourdais | #38 Cadillac Hertz Team JOTA | 3:26,063 | 310  |
| LMP2     | Mathias Beche      | TDS Racing                   | 3:36,267 | 262  |
| LMGT3    | Mattia Drudi       | Heart Of Racing Team         | 3:55,456 | 255  |
| Źródło   |                    |                              |          |      |